# Antholzer Tal

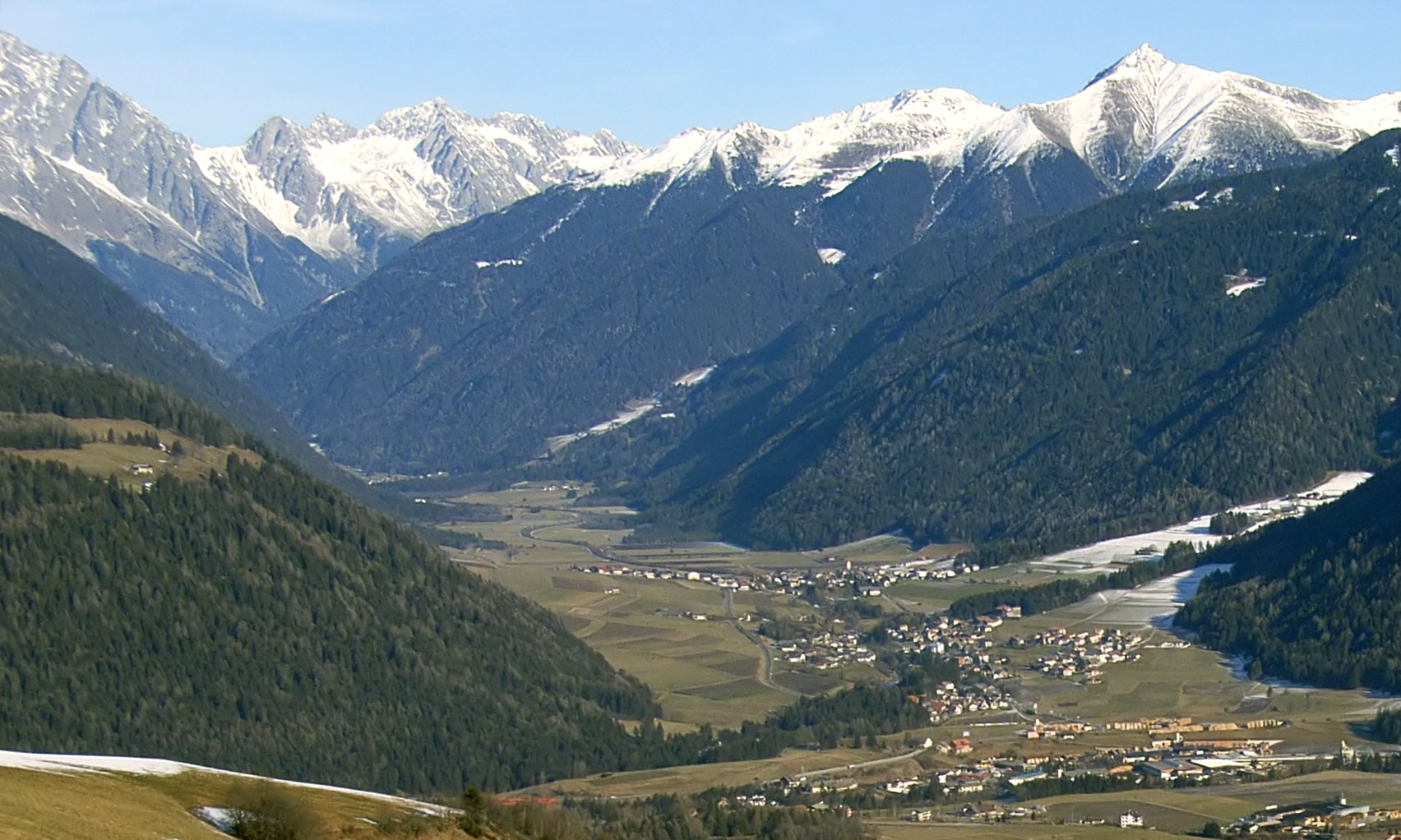
Blick ins Antholzer Tal von Südwesten, vom Kronplatz

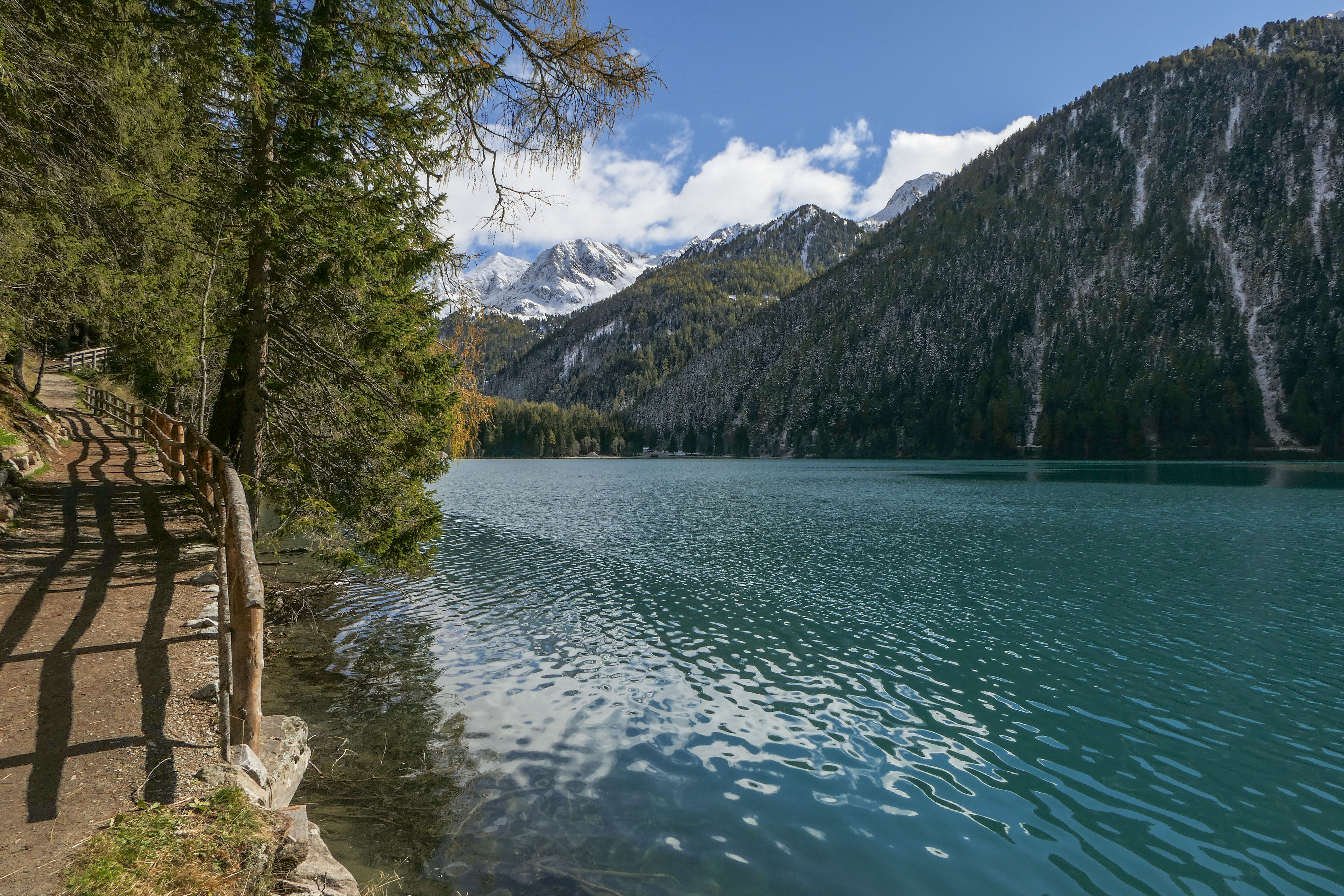
Der Antholzer See von Südwesten - Im Hintergrund der nördliche Teil der Rieserfernergruppe

Das Antholzer Tal oder einfach Antholz (italienisch Valle di Anterselva) ist ein Seitental des Pustertales in Südtirol (Italien). Es zweigt bei Olang in nördliche Richtung vom Pustertal ab und setzt sich ab Antholz Mittertal in nordöstliche Richtung fort. Das gesamte Tal gehört zum Gemeindegebiet von Rasen-Antholz. Das Tal erstreckt sich über 21 Kilometer bis zum Staller Sattel (2052 m), dem Übergang zum Osttiroler Defereggental. Im Westen und Norden wird das Tal von den Bergen der Rieserfernergruppe dominiert, im Osten erheben sich die Villgratner Berge. Durchflossen wird das Tal vom Antholzer Bach. Auf einer Höhe von 1642 m befindet sich im Talgrund der 44 Hektar große Antholzer See, der wie ein Großteil der orographisch rechten Talflanken im Naturpark Rieserferner-Ahrn unter Schutz gestellt ist.

## Geomorphologie
Der breite Talboden geht zu beiden Seiten des Tales in steile Hanglagen über, insbesondere der hintere Talbereich wird von den mächtigen Bergen der Rieserfernergruppe eingegrenzt. Das Gebiet wird von zahlreichen bachführenden Gräben, Rinnen, Rücken, Grat- und Kammlagen bestimmt. Aufgrund dieser geomorphologischen Charakteristik gab es im Tal schon immer Murabgänge. Die abgelagerten Schutt- und Schwemmkegel haben den Talboden aufgefüllt, den Verlauf des Antholzer Bachs häufig verlegt und in der Vergangenheit zahlreiche Seen aufgestaut, deren Reste teils noch in Form von Hochmooren bestehen. Der Antholzer See ist als einzige geschlossene Wasserfläche erhalten geblieben. Entstanden ist der drittgrößte Natursee Südtirols durch den beidseitigen Abgang und die Aufstauung von mächtigen Schuttkegeln.

## Geologie

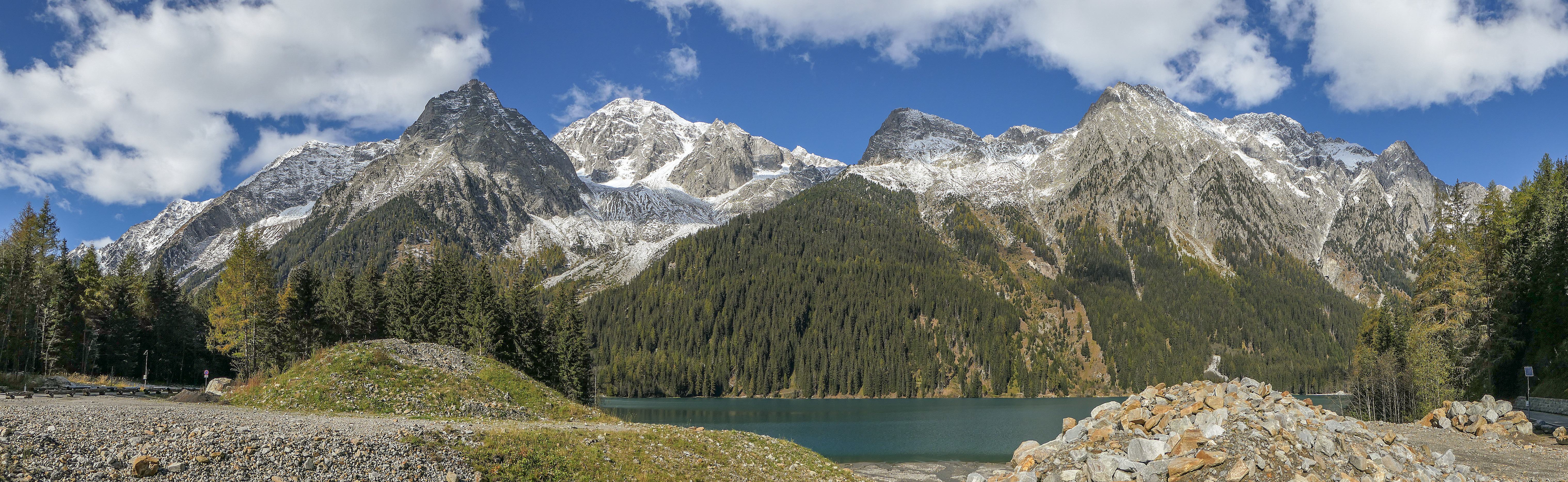
Gipfel der Rieserfernergruppe von links: Magerstein (3273 m), Hochflachkofel (3079 m), Hochgall (3436 m), Durrerspitze (3063 m), Kleine Ohrenspitze (2938 m), Mittlere Ohrenspitze (3005 m), Große Ohrenspitze (3101 m), Großes Mandl (2818 m) - Im Vordergrund der Murkegel des Rotwandbachs

Das Antholzer Tal liegt geologisch im Übergangsbereich zwischen ostalpinem Altkristallin und Rieserferner-Pluton. Das Altkristallin setzt sich im Wesentlichen aus Orthogneisen, Paragneisen und Glimmerschiefern zusammen. Der aus dem Rieserferner-Tonalit bestehende Gebirgsstock der Rieserfernergruppe im hinteren Antholzer Tal ist hingegen eine alpidische Intrusion und zählt damit zu den Plutoniten des Ostalpins. Ungefähr südlich der Linie Rammelstein–Amperspitze schließen sich die etwas saureren Gesteine des „Antholzer Gneises“ an. Dabei handelt es sich um Muskovit führende Granitgneise, die häufig deutlich sichtbare, eingesprengte Feldspatkristalle aufweisen. In der breiten Talsohle sind größere Bereiche von Schwemmkegelmaterial bedeckt, unterbrochen von rezenten, fluvidalen Ablagerungen. Moränendecken als Zeugen eiszeitlicher Überprägung sind im Tal aufgrund der Steilheit des Geländes nur noch lokal vorhanden.

## Klima
Das Klima des Tals entspricht gemäß der Walter-Lieth-Klassifikation den mitteleuropäisch-montanen bis subalpinen Typen in ozeanisch beeinflussten Varianten. Das äußere Antholzer Tal ist mit 800 mm Jahresniederschlag noch relativ niederschlagsarm, in Richtung des Talschlusses nehmen die Niederschläge aufgrund häufiger Nordstaulagen deutlich zu und betragen in den alpinen Regionen 1300 mm pro Jahr. Die mittlere Jahrestemperatur liegt in Antholz bei 6,5 °C.

## Flora

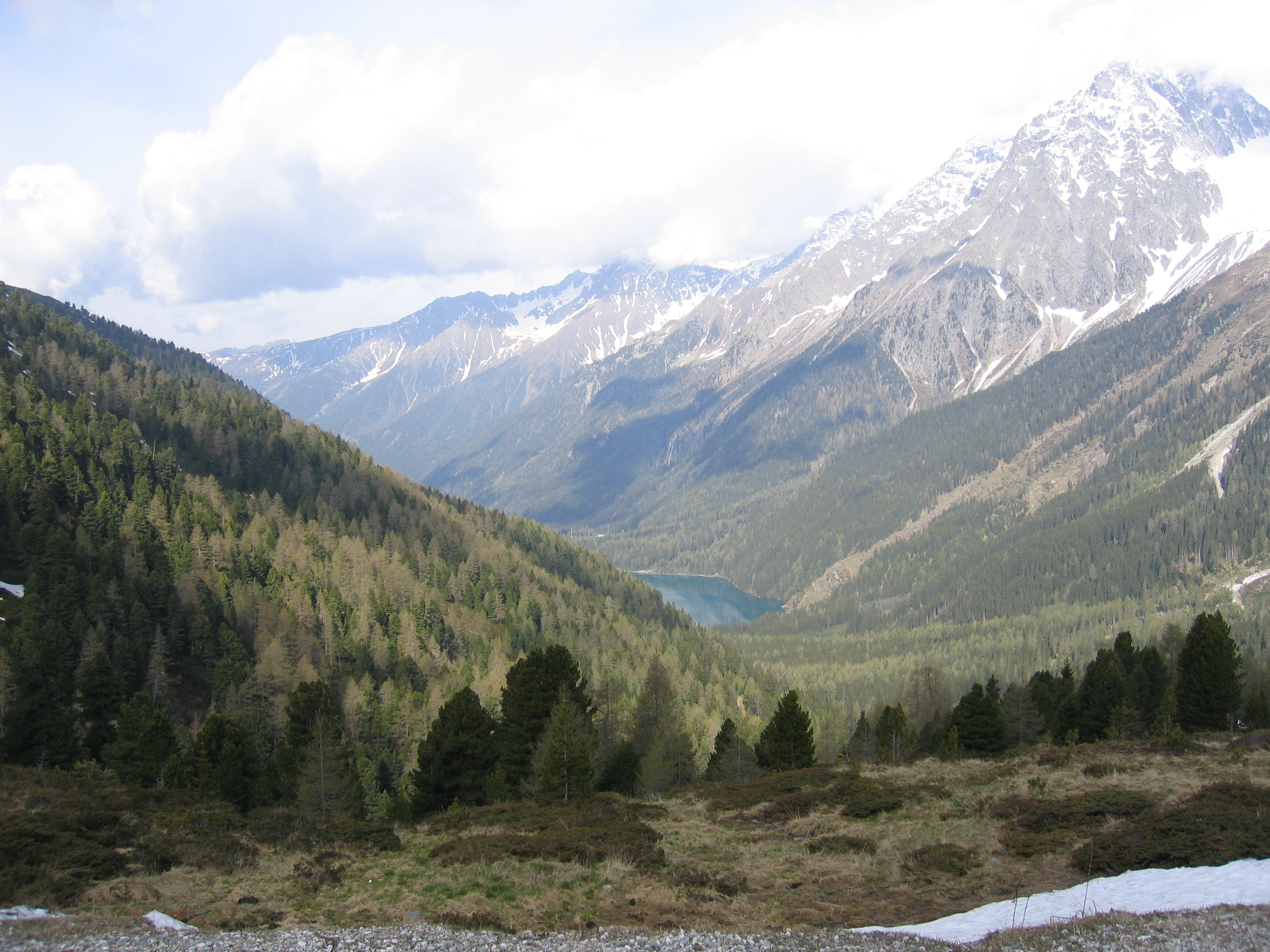
Der oberste Talabschnitt mit dem Antholzer See - Blick Richtung Südwesten

Das Waldbild wird in der hochmontanen Stufe von ausgedehnten Fichtenbeständen dominiert. Sie werden im Höhenbereich zwischen 1600 und 1700 Metern von subalpinen Fichtenwäldern abgelöst und gehen schließlich zwischen 1900 und 2000 Metern in Zirbenwälder über. Letztere gibt es auf beiden Talseiten, hauptsächlich jedoch auf der orografisch linken Talseite. Die Waldgrenze liegt bei 2200 Metern. In Bereichen, wo durch die Almwirtschaft die Waldgrenze stärker nach unten verschoben
ist, können Zirben auch vollständig fehlen. In den Talniederungen entlang der Bachläufe sowie auf den Schwemmfächern gibt es Grauerlenwälder, dies gilt insbesondere auch für das etwa 35 ha große Feuchtbiotop „Rasner Möser“, einem Hochmoor, in dem die ausgedehnten Grauerlenbestände als Niederwald genutzt werden. In den wasserzügigen Rinnen der Hanglagen sind Grünerlen weiter verbreitet.
Bedingt durch die Kaltluftseen bei winterlichen Inversionslagen findet man im Talgrund hochalpine Blumen. Auch findet man den Rundblättrigen Sonnentau.

## Siedlungen
Im Antholzer Tal befinden sich mehrere Dörfer und Siedlungen, die allesamt zur Gemeinde Rasen-Antholz gehören. Das tiefstgelegene Dorf am Taleingang ist Niederrasen, dahinter folgen Oberrasen, Antholz Niedertal, Antholz Mittertal und zuletzt Antholz Obertal.